# St.-Matthäus-Kirche (San Francisco)

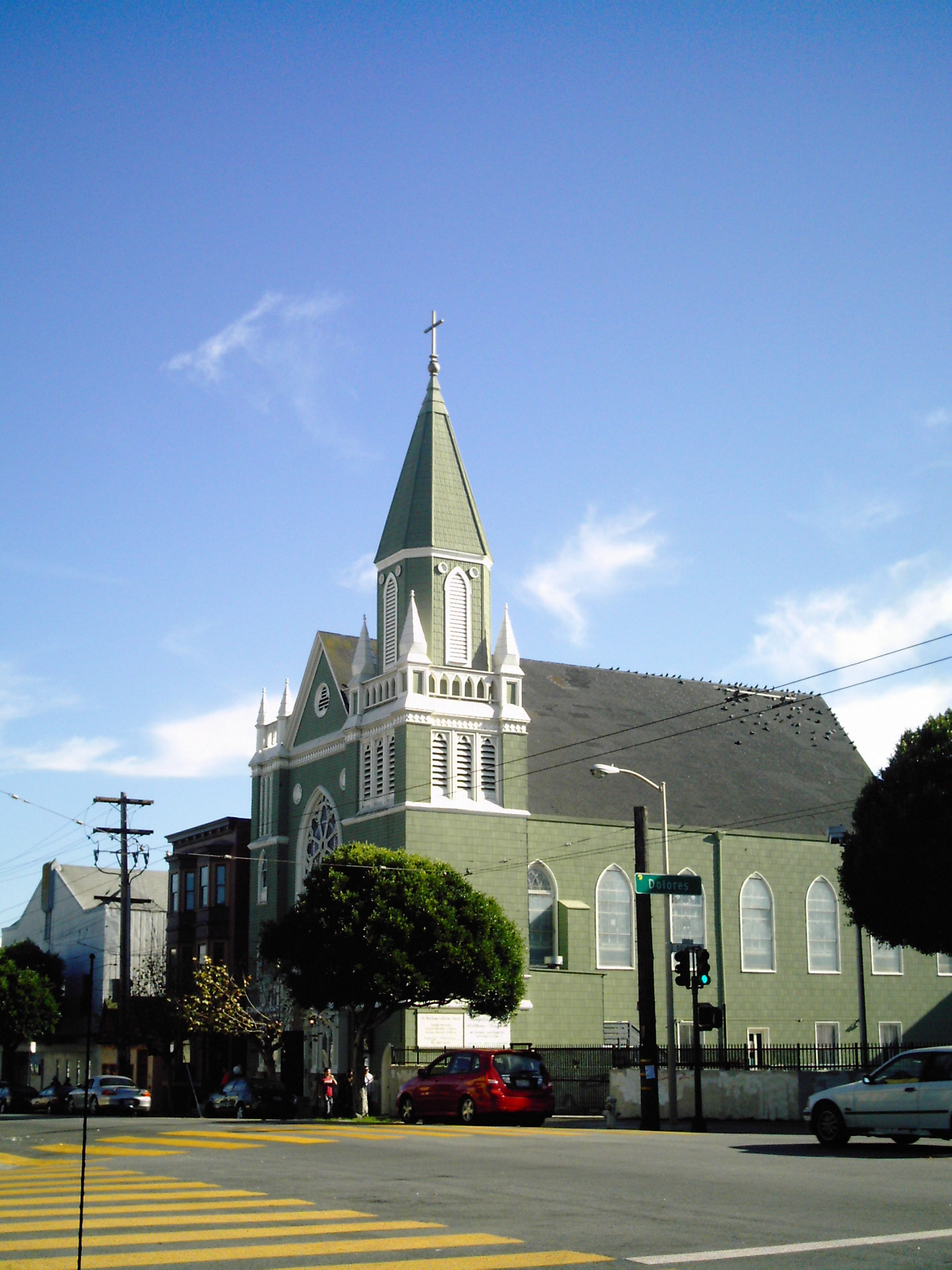
St.-Matthäus-Kirche in San Francisco

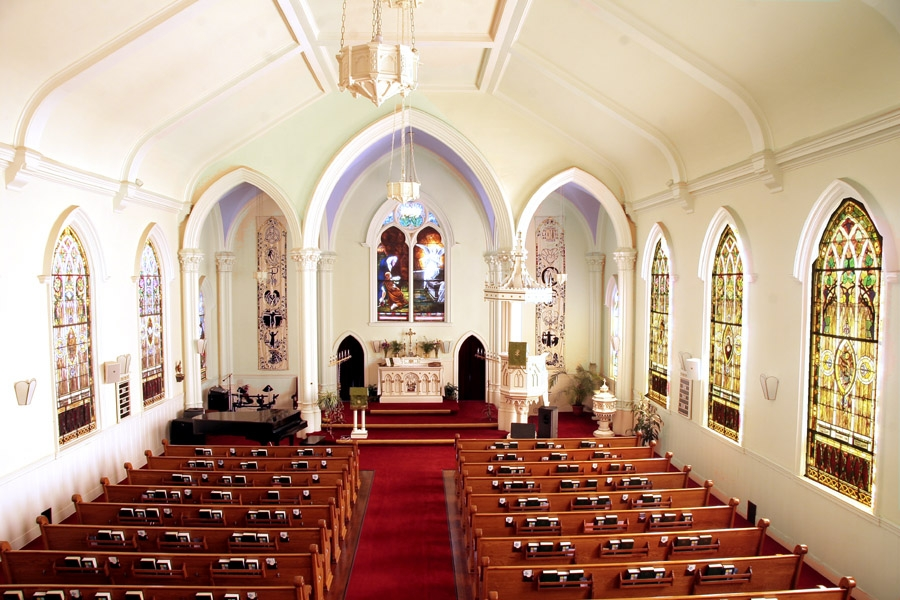
Innenansicht der St.-Matthäus-Kirche in San Francisco

Die St.-Matthäus-Kirche (St. Matthew’s Lutheran Church) ist eine  evangelisch-lutherische Kirche in San Francisco. Sie ist die letzte lutherische Kirche in Nordkalifornien, die sonntags Gottesdienste in deutscher Sprache feiert. Sie gehört zur Evangelical Lutheran Church in America.
Die Kirchengemeinde wurde 1895 von dem aus Hildesheim stammenden Pastor Hermann Gehrke gegründet. Das heutige Kirchengebäude wurde nach dem San-Francisco-Erdbeben von 1906 im neugotischen Stil aus Holz erbaut und am 29. März 1908 eingeweiht. Im Zweiten Weltkrieg war St. Matthäus die einzige Kirche San Franciscos, die ihren deutschsprachigen Gottesdienst beibehielt. Aus Anlass des 100-jährigen Bestehens der Gemeinde erklärte das Senate Rules Committee von Kalifornien den 11. Juni 1995 zum St. Matthew’s Evangelical Lutheran Church Day.

## Lage
Die St.-Matthäus-Kirche befindet sich im nordwestlichen Teil des Mission District an der Ecke Dolores Street und 16th Street gegenüber der Mission Dolores und der Basilika von Mission Dolores entlang eines Teiles des 49-Mile Scenic Drives. Dieses war in der spanischen Kolonialzeit im 18. Jahrhundert der nördliche Endpunkt des Camino Real. In der Nachbarschaft befinden sich der Dolores Park und die Mission High School.

## Geschichte

### Frühe Gemeinde
Die evangelisch-lutherische Kirchengemeinde St. Matthäus wurde 1895 von dem aus Hildesheim stammenden Pastor Hermann Gehrke (1865–1936) gegründet. Zu den Gemeindemitgliedern der ersten Generation gehörten Albert Kuner, der die Gravur für das Staatswappen von Kalifornien schuf, sowie Helene Strybing, die wegen der testamentarischen Spende für das Strybing Arboretum im Golden Gate Park breitere Bekanntheit erlangte. Eine Reihe von Gemeindemitgliedern kam 1849 während des Goldrausches nach Kalifornien. An einige dieser Einwanderer erinnern die bunten Glasfenster im Kirchenraum der St.-Matthäus-Kirche.

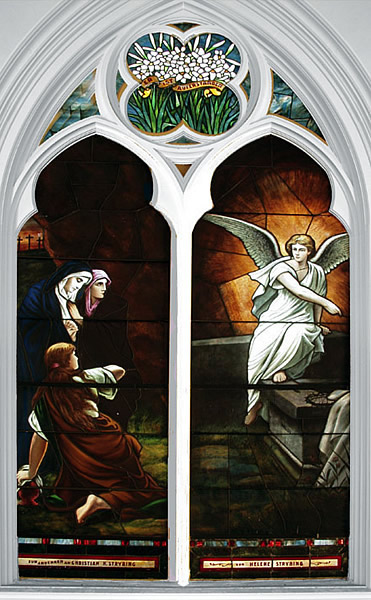
Strybing-Altarfenster
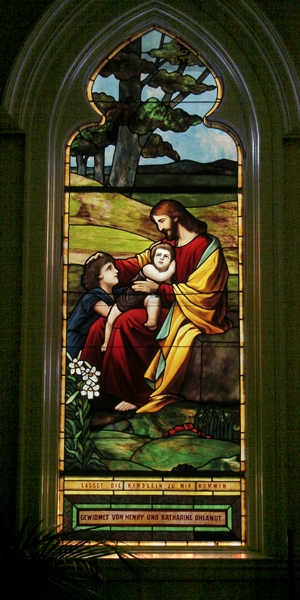
Ohlandt-Fenster
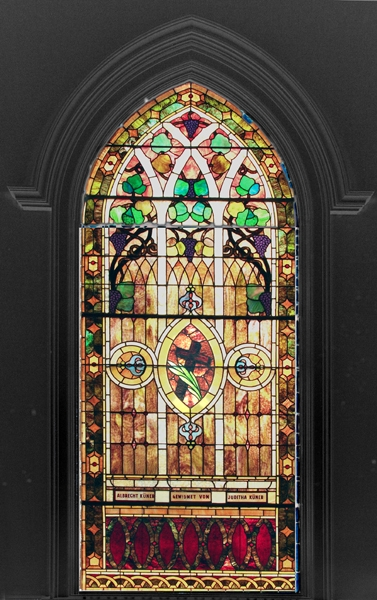
Albrecht-Küner-Fenster
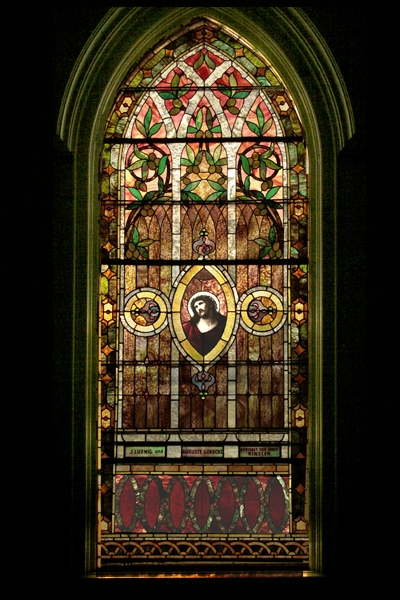
Fenster der Eltern Gehrke
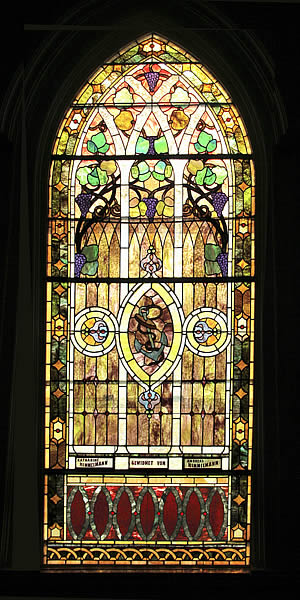
Himmelmann-Fenster
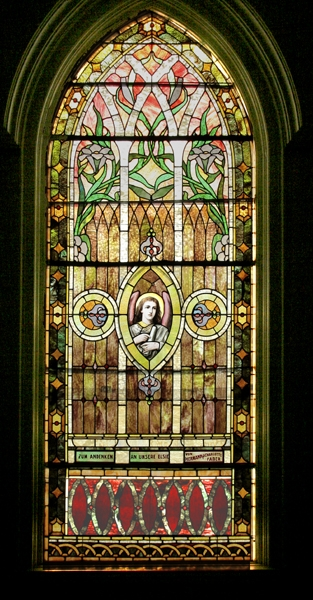
Faber-Fenster

### In den Weltkriegen
Im Ersten Weltkrieg, einer schwierigen Zeit für die Deutschamerikaner, stellten viele bis zu der Zeit deutschsprachige Kirchen Nordamerikas ihre muttersprachlichen Gottesdienste ein. Die St.-Matthäus-Kirche behielt dagegen den deutschsprachigen Gottesdienst bei und führte zusätzlich einen englischsprachigen Gottesdienst ein.
Im Zweiten Weltkrieg war St. Matthäus die einzige Kirche San Franciscos, die ihren deutschsprachigen Gottesdienst beibehielt. Hermann Lucas, der Nachfolger Gehrkes, betreute in dieser Zeit auch die rund 5.000 deutschen Kriegsgefangen, die im Presidio, auf Treasure Island und Angel Island interniert waren. Nach dem Zweiten Weltkrieg sammelte die Gemeinde Geld und Kleidung für das Evangelische Hilfswerk in Deutschland. In der Nachkriegszeit kamen wieder neue Einwanderer zur St.-Matthäus-Kirche und belebten die Gemeinde.

### Heutige Funktion
Zu Ehren der damals 100-jährigen Gemeinde erklärte das Senate Rules Committee von Kalifornien den 11. Juni 1995 zum „St. Matthew’s Evangelical Lutheran Church Day“ in Kalifornien (State Senate Resolution No. 1555). Heute ist die St.-Matthäus-Kirche das Zentrum einer evangelisch-lutherisch deutschsprachigen Gemeinde für San Francisco und Umgebung. Wegen des Strukturwandels kämpft die Gemeinde gegen Mitgliederschwund und befindet sich im Prozess der Erneuerung. Die Gemeinde gehört zur Evangelisch-Lutherischen Kirche in Amerika (ELCA) und zur Sierra Pacific Synod der ELCA sowie zur Deutschen Evangelisch-Lutherischen Konferenz in Nordamerika (DELKINA). Das Kirchengebäude wird wegen seiner Akustik heute auch als Konzertsaal von Chören genutzt.